# Elezioni presidenziali in Costa d'Avorio del 1995
Le elezioni presidenziali in Costa d'Avorio del 1995 si tennero il 22 ottobre.

## Risultati
| Candidati         | Partiti                                                                        | Voti      | %     |
| ----------------- | ------------------------------------------------------------------------------ | --------- | ----- |
| Henri Konan Bédié | Partito Democratico della Costa d'Avorio - Raggruppamento Democratico Africano | 1 837 154 | 96,04 |
| Francis Wodié     | Partito Ivoriano dei Lavoratori                                                | 75 699    | 3,96  |
| Totale            | Totale                                                                         | 1 912 823 | 100   |